# Liste des châteaux du Dumfries and Galloway
Cette liste recense les principaux châteaux du council area du Dumfries and Galloway en Écosse.

## Liste
| Nom                         | Type               | Date                           | Condition                            | Propriétaire                          | Localisation                                    | Notes | Image |
| --------------------------- | ------------------ | ------------------------------ | ------------------------------------ | ------------------------------------- | ----------------------------------------------- | --- | ----- |
| Tour d'Abbot                | Maison-tour en L   | XVIe siècle                    | Restauré et habité                   | Privé                                 | New Abbey, 54° 59′ 02″ N, 3° 36′ 26″ O          | |       |
| Tour d'Amisfield            | Maison-tour        | XVIIe siècle                   | Habité                               | Privé                                 | Dumfries, 55° 08′ 18″ N, 3° 34′ 58″ O           | Classé en catégorie A. Également appelé tour d'Hempisfield.                                                                                    |       |
| Château d'Auchen            | Courtyard castle   | XIVe siècle                    | En ruines                            | Privé                                 | Moffat, 55° 08′ 18″ N, 3° 34′ 58″ O             | Une proche maison baronniale construite en 1849 porte également ce nom.                                                                        |       |
| Tour d'Auchenrivock         | Maison-tour en L   | XVIe siècle                    | En ruines                            | Buccleuch Estate                      | Langholm, 55° 06′ 55″ N, 2° 59′ 07″ O           | |       |
| Château d'Auchenskeoch      | Maison-tour en Z   | XVIIe siècle                   | En ruines                            |                                       | Langholm, 54° 54′ 49″ N, 3° 41′ 19″ O           | Classé en catégorie B. Seule tour en Z du Galloway.                                                                                            |       |
| Château de Baldoon          | Maison-tour        | XVIIe siècle                   | En ruines                            | Privé                                 | Wigtown, 54° 51′ 07″ N, 4° 27′ 09″ O            | Classé en catégorie A (uniquement le portail renaissance).                                                                                     |       |
| Tour de Balmangan           | Maison-tour        | XVIe siècle                    | En ruines                            |                                       | Borgue, 54° 47′ 18″ N, 4° 06′ 01″ O             | Classé en catégorie B. |       |
| Château de Barclosh         | Maison-tour        | XVIe siècle                    | En ruines                            | Privé                                 | Dalbeattie, 54° 56′ 40″ N, 3° 47′ 18″ O         | |       |
| Château de Barholm          | Maison-tour        | XVe siècle                     | Restauré et habité                   | Privé                                 | Gatehouse of Fleet, 54° 50′ 58″ N, 4° 18′ 16″ O | Classé en catégorie A. |       |
| Tour de Barjarg             | Maison-tour en L   | XVIe siècle                    | Restauré                             |                                       | Auldgirth, 55° 11′ 34″ N, 3° 45′ 53″ O          | Classé en catégorie B. |       |
| Château de Barscobe         | Maison-tour en L   | 1648                           | Restauré                             | Privé                                 | Balmaclellan, 55° 06′ 08″ N, 4° 06′ 04″ O       | Classé en catégorie A. |       |
| Tour de Blackethouse        | Maison-tour        | XVIe siècle                    | En ruines                            |                                       | Middlebie, 55° 03′ 31″ N, 3° 11′ 09″ O          | |       |
| Tour de Blacklaw            | Maison-tour        | XVIe siècle                    | En ruines                            | Forestry Commission                   | Moffat, 55° 20′ 44″ N, 3° 29′ 44″ O             | |       |
| Tour de Bonshaw             | Maison-tour        | XVIe siècle                    | Conservé                             | Privé                                 | Annan, 55° 02′ 14″ N, 3° 11′ 13″ O              | Classé en catégorie A. |       |
| Tour de Boreland            | Maison-tour        | Fin XVIe ou début XVIIe siècle | En ruines                            | Privé                                 | Lochwood, 55° 14′ 49″ N, 3° 28′ 12″ O           | |       |
| Tour de guet de Breckonside | Tour de guet       | Fin XVIe ou début XVIIe siècle | En ruines                            |                                       | Moffat, 55° 10′ 52″ N, 3° 49′ 21″ O             | |       |
| Tour de Breckonside         | Maison-tour        | vers 1591                      | En ruines                            | Abandonnée en 1980                    | Moffat, 55° 18′ 19″ N, 3° 24′ 21″ O             | Classé en catégorie C. |       |
| Tour de Brydekirk           | Maison-tour        | XVIe siècle                    | En ruines                            | Privé                                 | Annan, 55° 01′ 42″ N, 3° 16′ 21″ O              | Classé en catégorie C. Également appelée tour de saint Bryde. Les ruines sont désormais intégrées dans les bâtiments de la ferme de Brydekirk. |       |
| Château de Caerlaverock     | Courtyard castle   | XIIIe siècle                   | En ruines                            | Historic Scotland                     | Dumfries, 54° 58′ 30″ N, 3° 31′ 26″ O           | Classé en catégorie A |       |
| Château de Cardoness        | Maison-tour        | XVe siècle                     | En ruines                            | Historic Scotland                     | Gatehouse of Fleet, 54° 52′ 23″ N, 4° 11′ 59″ O | |       |
| Château de Carsluith        | Maison-tour        | XVIe siècle                    | En ruines                            | Historic Scotland                     | Creetown, 54° 51′ 37″ N, 4° 20′ 49″ O           | |       |
| Château de Kennedy          | Maison-tour        | XIVe siècle                    | En ruines                            | Comte de Stair                        | Stranraer, 54° 54′ 23″ N, 4° 56′ 56″ O          | Se situe à proximité du château de Lochinch Castle et possède un jardin botanique ouvert au public.                                            |       |
| Château de Park             | Maison-tour        | XVIe siècle                    | Restauré                             | Historic Scotland                     | Glenluce, 54° 52′ 34″ N, 4° 49′ 30″ O           | Loué au Landmark Trust qui le loue lui-même à la semaine.                                                                                      |       |
| Château de Saint-John       | Maison-tour        | XVIe siècle                    | Restauré                             | Dumfries and Galloway Council         | Stranraer, 54° 54′ 13″ N, 5° 01′ 36″ O          | Transformé en musée. |       |
| Tour de Castlemilk          | Maison-tour        | XVe siècle                     | Démolie vers 1707                    |                                       | Lockerbie, 55° 05′ 09″ N, 3° 20′ 02″ O          | |       |
| Château de Closeburn        | Maison-tour        | XIVe siècle                    | Habité                               | Privé                                 | Closeburn, 55° 12′ 41″ N, 3° 43′ 07″ O          | |       |
| Château de Comlongon        | Maison-tour        | XVe siècle                     | Restauré                             | Privé                                 | Clarencefield, 55° 00′ 27″ N, 3° 26′ 27″ O      | Agrandi au XIXe siècle puis transformé en hôtel.                                                                                               |       |
| Tour de Cornal              | Maison-tour        | XVIe siècle                    | En ruines                            |                                       | Moffat, 55° 19′ 34″ N, 3° 24′ 01″ O             | |       |
| Château de Corra            | Maison-tour        | XVIIe siècle                   | En ruines                            | Privé                                 | Kirkgunzeon, 54° 58′ 41″ N, 3° 46′ 16″ O        | Ruines intégrées dans une ferme moderne. |       |
| Tour de Crawfordton         | Maison-tour        |                                | En ruines                            |                                       | Moniaive, 55° 10′ 50″ N, 3° 51′ 36″ O           | |       |
| Château de Cruggleton       | Château fort       | XIIe siècle                    | En ruines                            | Privé                                 | Whithorn, 54° 45′ 27″ N, 4° 21′ 29″ O           | |       |
| Château de Cumstoun         | Maison-tour        | vers 1500                      | En ruines                            |                                       | Twynholm, 54° 51′ 24″ N, 4° 03′ 14″ O           | |       |
| Tour de Dalswinton          | Maison-tour en Z   | Début du XVIe siècle           | En ruines                            |                                       | Dalswinton, 55° 08′ 22″ N, 3° 39′ 21″ O         | |       |
| Tour de Drumcoltran         | Maison-tour en L   | Fin du XVIe siècle             | Préservée                            | Historic Scotland                     | Kirkgunzeon, 54° 59′ 45″ N, 3° 46′ 07″ O        | |       |
| Château de Drumlanrig       | Maison Renaissance | XVIIe siècle                   | Habité                               | Duc de Buccleuch                      | Thornhill, 55° 16′ 26″ N, 3° 48′ 39″ O          | Bâti sur l'emplacement d'un château antérieur.                                                                                                 |       |
| Château de Dundeugh         | Maison-tour en L   | XVIe siècle                    | En ruines                            | Forestry Commission                   | Carsphairn, 55° 10′ 01″ N, 4° 11′ 49″ O         | |       |
| Château de Dunskey          | Maison-tour        | XVIe siècle                    | En ruines                            | Privé                                 | Portpatrick, 54° 50′ 06″ N, 5° 06′ 37″ O        | |       |
| Château d'Earsltoun         | Maison-tour en L   | XVIe siècle                    | Endommagé mais toit encore en place. | Privé                                 | Earsltoun, 55° 07′ 56″ N, 4° 10′ 29″ O          | Transformé en hangar de ferme. |       |
| Château d'Edingham          | Maison-tour        | XVIe siècle                    | En ruines                            | Privé                                 | Dalbeattie, 54° 56′ 48″ N, 3° 48′ 48″ O         | |       |
| Château d'Eliock            | Maison-tour        | XVIe siècle                    | En ruines                            | Privé                                 | Mennock, 55° 20′ 50″ N, 3° 53′ 52″ O            | |       |
| Tour d'Elshieshields        | Maison-tour        | XVIe siècle                    | Restaurée                            | Privé                                 | Lochmaben, 55° 09′ 04″ N, 3° 27′ 42″ O          | |       |
| Tour de Fourmerkland        | Maison-tour        | 1590                           | Conservé                             |                                       | Holywood, 55° 06′ 36″ N, 3° 42′ 45″ O           | |       |
| Tour de Frenchland          | Maison-tour        | Fin XVIe ou début XVIIe siècle | En ruines                            |                                       | Moffat, 55° 20′ 06″ N, 3° 24′ 59″ O             | |       |
| Friar's Carse               | Manoir             | 1873                           | Préservé                             | Privé                                 | Auldgirth, 55° 07′ 27″ N, 4° 56′ 29″ O          | Robert Burns y écrivit nombre de ses poèmes. Désormais transformé en hôtel.                                                                    |       |
| Tour de Gillesbie           | Maison-tour        | XVIe siècle                    | En ruines                            |                                       | Boreland, 55° 12′ 53″ N, 3° 18′ 08″ O           | |       |
| Tour de Gilnockie           | Maison-tour        | XVIe siècle                    | Restauré                             | Privé                                 | Canonbie, 55° 05′ 52″ N, 2° 58′ 10″ O           | Également appelée tour d'Hollows. |       |
| Tour de Glenae              | Maison-tour        | XVIe siècle                    | En ruines                            |                                       | Lochanhead, 55° 11′ 55″ N, 3° 35′ 49″ O         | |       |
| Tour de Hills               | Maison-tour        | XVIe siècle                    | Restauré vers 1930                   | Privé                                 | Kirkmichael, 55° 02′ 11″ N, 3° 42′ 11″ O        | Restent le barmkin (en) et le corps de garde.                                                                                                  |       |
| Château de Hoddom           | Maison-tour en L   | 1565                           | Préservé                             | Privé                                 | Ecclefechan, 55° 02′ 38″ N, 3° 19′ 23″ O        | |       |
| Tour d'Isle                 | Maison-tour        | 1587                           | En ruines                            |                                       | Bankend, 55° 00′ 21″ N, 3° 31′ 17″ O            | |       |
| Château d'Isle of Whithorn  | Maison-tour        | 1674                           | Préservé                             | Privé                                 | Isle of Whithorn, 54° 42′ 05″ N, 4° 21′ 57″ O   | Initialement appelé "The Isle". |       |
| Château de Kenmure          | Château fort       | XVIe siècle                    | En ruines                            |                                       | New Galloway, 55° 03′ 49″ N, 4° 08′ 17″ O       | |       |
| Tour de Kinnelhead          | Bastle house       | Inconnue                       | En ruines                            |                                       | Kirkpatrick-Juxta, 55° 17′ 59″ N, 3° 31′ 58″ O  | Également appelée bastle house de Kinnelhead.                                                                                                  |       |
| Maison de Kirkconnell       | Maison-tour        | XVe siècle                     | Habité                               | Privé                                 | Kirkconnel, 55° 03′ 54″ N, 3° 16′ 02″ O         | |       |
| Tour de Kirkconnell         | Maison-tour        | XVe siècle                     | En ruines                            |                                       | Ecclefechan, 55° 03′ 54″ N, 3° 16′ 02″ O        | |       |
| Tour de Lag                 | Maison-tour        | XVIe siècle                    | En ruines                            | Privé                                 | Auldgirth, 55° 09′ 28″ N, 3° 45′ 25″ O          | |       |
| Tour de Langholm            | Maison-tour        | XVIe siècle                    | En ruines                            | Également appelé château de Langholm. | Langholm, 55° 09′ 17″ N, 3° 00′ 13″ O           | |       |
| Tour de Lochar              | Maison-tour        | XVIe siècle                    | En ruines                            |                                       | Bankend, 55° 00′ 23″ N, 3° 31′ 14″ O            | |       |
| Tour de Lochhouse           | Maison-tour        | XVIe siècle                    | Restauré                             | Privé                                 | Moffat, 55° 18′ 56″ N, 3° 26′ 50″ O             | |       |
| Château de Lochinch         | Maison baronniale  | 1867                           | Habité                               | Comte de Stair                        | Castle Kennedy, 54° 54′ 55″ N, 4° 57′ 21″ O     | |       |
| Château de Lochmaben        | Castle of enceinte | XIVe siècle                    | En ruines                            | Historic Scotland                     | Lochmaben, 55° 06′ 59″ N, 3° 25′ 50″ O          | |       |
| Château de Lochnaw          | Maison-tour        | XVIe siècle                    | Préservé                             | Privé                                 | Stranraer, 54° 55′ 11″ N, 5° 08′ 08″ O          | Largement remodelé au XVIIe siècle. |       |
| Château de Lochwood         | Maison-tour en L   | XVe siècle                     | En ruines                            | Privé                                 | Moffat, 55° 15′ 23″ N, 3° 26′ 31″ O             | Également appelé tour de Lochwood. |       |
| Tour de Lockerbie           | Maison-tour        | XVIe siècle                    | Disparue                             |                                       | Lockerbie, 55° 07′ 12″ N, 3° 21′ 20″ O          | Démolie en 1967 pour construire un poste de police.                                                                                            |       |
| Château de MacLellan        | Maison-tour        | XVIe siècle                    | En ruines                            | Historic Scotland                     | Kirkcudbright, 54° 50′ 13″ N, 4° 03′ 16″ O      | |       |
| Tour de Mellingshaw         | Maison-tour        | XVIe siècle                    | En ruines                            |                                       | Moffat, 55° 21′ 51″ N, 3° 31′ 12″ O             | |       |
| Château de Morton           | Courtyard castle   | XVe siècle                     | En ruines                            | Historic Scotland                     | Nithsdale, 55° 16′ 29″ N, 3° 44′ 53″ O          | Précédé d'un château du XIIIe siècle. |       |
| Tour de Mouswald            | Maison-tour        | Vers 1562                      | En ruines                            |                                       | Mouswald, 55° 03′ 04″ N, 3° 28′ 08″ O           | |       |
| Tour d'Orchardton           | Maison-tour        | XVe siècle                     | En ruines                            | Historic Scotland                     | Palnackie, 54° 52′ 34″ N, 3° 50′ 40″ O          | Unique maison-tour circulaire d'Écosse. |       |
| Tour de Raecleugh           | Bastle house       |                                | En ruines                            |                                       | Moffat, 55° 23′ 28″ N, 3° 31′ 10″ O             | |       |
| Tour de Repentance          | Maison-tour        | 1565                           | Conservé                             | Privé                                 | Annan, 55° 02′ 15″ N, 3° 19′ 23″ O              | |       |
| Tour de Robgill             | Maison-tour        | XVe siècle                     | Conservé                             | Privé                                 | Ecclefechan, 55° 02′ 04″ N, 3° 10′ 38″ O        | |       |
| Château de Sanquhar         | Courtyard castle   | XVe siècle                     | En ruines                            | Privé                                 | Sanquhar, 55° 21′ 44″ N, 3° 55′ 03″ O           | Partiellement restauré au XIXe siècle. |       |
| Tour de Sorbie              | Maison-tour        | XVIe siècle                    | En ruines                            | Historic Scotland                     | Sorbie, 54° 47′ 39″ N, 4° 24′ 48″ O             | |       |
| Château de Threave          | Maison-tour        | XIVe siècle                    | En ruines                            | Historic Scotland                     | Castle Douglas, 54° 56′ 23″ N, 3° 58′ 09″ O     | |       |
| Château de Tibber           | Motte and bailey   | XIIIe siècle                   | En ruines                            | Privé                                 | Thornhill, 55° 15′ 55″ N, 3° 47′ 30″ O          | |       |
| Château de Torthorwald      | Maison-tour        | XIVe siècle                    | En ruines                            | Privé                                 | Torthorwald, 55° 05′ 21″ N, 3° 30′ 57″ O        | |       |